# هشتصد فرسنگ در آمازون
هشتصد فرسنگ در آمازون با نام دیگر جنگل‌های تاریک آمازون (به فرانسوی: La Jangada - Huit Cents lieues sur l'Amazone) عنوان کتابی است از ژول ورن نویسنده فرانسوی که در سال ۱۸۸۱ منتشر گردید، این کتاب با نام کرجی غول‌پیکر هم ترجمه شده، برخلاف بسیاری از داستان‌های ورن این داستان هیچ عنصر علمی تخیلی ندارد و در حقیقت یک داستان ماجراجویی است.
جوام گارال صاحب یک مزرعه در نزدیکی مرز پرو و برزیل می‌باشد و در نزدیکی رودخانهٔ آمازون زندگی می‌کند، او مجبور به آغاز یک سفر در طول رودخانه می‌گردد، اغلب ماجرای داستان بر روی یک قایق الواری بزرگ که در برزیل به نام جانگادا مشهور است می‌گذرد، گارال و خانواده‌اش در حالی که سوار بر قایق هستند در رودخانهٔ آمازون و حاشیه جنگل به قایق‌رانی در جهت رسیدن به شهر بلم می‌پردازند که در دهانهٔ رودخانه واقع است، بسیاری از جنبه‌ها و عناصر اصلی داستان همانند قایق، مناظر، و سفر طولانی این خانواده به‌طور مفصل توسط ورن و با کمک ذوق و قریحهٔ بی‌نظیرش تشریح شده‌اند.

## شرح داستان
در کتاب جنگلهای تاریک آمازون داستان فردی بنام جان کارِل می‌باشد او مردی برزیلی است که چندین سال قبل از این ماجرا به دهکدهٔ «ایکیتوس» واقع در مرز پِرو آمده بود. او مردی فقیر و تنها بود ولی توسط مردی مهربان به نام ماگاتاس پناه داده شده بود. بعد از مرگ ماگاتاس، کارل با دختر او ازدواج کرد و حالا در همین دهکده زندگی شرافتمندانه‌ای داشت. او تصمیم می‌گیرد با خانواده به شهر «بلما» رفته و آن جا عروسی دخترش را جشن بگیرد؛ ولی در راه با مردی شکارچی به نام توراس رو به رو می‌شود. او از رازی از جان کارل اطلاع دارد و…
جنگل‌های تاریک آمازون یکی از مشهورترین آثار ژول ورن، نویسندهٔ سرشناس فرانسوی است.